# Draconian (computerspel)
Draconian is een computerspel uit 1984 geschreven door Mike Hughey en gepubliceerd via "Tom Mix Software". Het spel kwam initieel uit voor TRS-80-computers. Later kwam er ook een versie voor de Dragon 32/64. Draconian heeft veel weg van het computerspel Bosconian waar de speler een ruimteveer bestuurt en vijandige ruimtebasissen dient te vernietigen. De vijand gaat in de tegenaanval en vuurt op het ruimteveer van de speler.
Daarnaast heeft Draconian enkele extra's:
- De vijand heeft één of meerdere gevangenen die de speler optioneel kan redden om zo meer punten te behalen.
- Het ruimteveer kan worden aangevallen door kleine draken die de speler kan vernietigen.
- Er is een grote, onverslaanbare draak die de speler achtervolgt, wanneer hij te lang doet over een bepaalde level.
- Daarnaast zijn er nog mijnen en rondvliegende planetoïden die de speler dient te ontwijken.

Om naar een volgende level te gaan, dient men eerst alle basissen te vernietigen. Dan opent zich een smalle tunnel waar het ruimteveer door moet. Het ruimteveer ontploft, wanneer de randen van de tunnel worden geraakt. Indien het ruimteveer tegen een zijrand van het speelscherm vliegt, veert het ruimteveer terug.